# USA's højesteretspræsident
USA's højesteretspræsident (Chief Justice of the United States) er leder af den dømmende gren af USA's regering og den ledende dommer i USA's højesteret. Som den højeste juridiske embedsmand i USA leder højesteretsdommeren højesterettens pligter, og præsiderer over rigsretssager mod præsidenten i Senatet. I moderne traditioner har højesteretspræsidenten også til opgave at modtage den tiltrædende præsidents embedsed, selvom dette ikke er påkrævet i USA's forfatning eller nogen anden lov.
Den nuværende højesteretspræsident er John G. Roberts, Jr., der blev nomineret til embedet af præsident George W. Bush, og som tiltrådte embedet 29. september 2005 efter Senatets godkendelse af ham.
Højesteretspræsidentens løn fastsættes af Kongressen og er lidt højere end de andre medlemmer af højesteret. Pr. 2008 er den $ 217.400 pr. år.

## Liste over højesteretspræsidenter
Siden højesteret blev oprettet i 1789 har følgende 17 personer fungeret som højesteretspræsident:
| Nr. | Højesteretspræsident      | Billede | Periode                              | Nomineret af præsident    |
| --- | ------------------------- | ------- | ------------------------------------ | ------------------------- |
| 1   | John Jay                  |         | 19. oktober 1789–29. juni 1795       | George Washington         |
| 2   | John Rutledge §, ¤        |         | 1. juli 1795–28. december 1795       | George Washington         |
| 3   | Oliver Ellsworth          |         | 8. marts 1796–15. december 1800      | George Washington         |
| 4   | John Marshall             |         | 4. februar 1801–6. juli 1835†        | John Adams (F)            |
| 5   | Roger Brooke Taney        |         | 28. marts 1836–12. oktober 1864†     | Andrew Jackson (D)        |
| 6   | Salmon Portland Chase     |         | 15. december 1864–7. maj 1873†       | Abraham Lincoln (R)       |
| 7   | Morrison Remick Waite     |         | 4. marts 1874–23. marts 1888†        | Ulysses S. Grant (R)      |
| 8   | Melville Weston Fuller    |         | 8. oktober 1888–4. juli 1910†        | Grover Cleveland (D)      |
| 9   | Edward Douglass White °   |         | 19. december 1910–19. maj 1921†      | William Howard Taft (R)   |
| 10  | William Howard Taft ♦     |         | 11. juli 1921–3. februar 1930        | Warren G. Harding (R)     |
| 11  | Charles Evans Hughes ¤    |         | 24. februar 1930–30. juni 1941       | Herbert Hoover (R)        |
| 12  | Harlan Fiske Stone °      |         | 3. juli 1941–22. april 1946†         | Franklin D. Roosevelt (D) |
| 13  | Frederick Moore Vinson    |         | 24. juni 1946–8. september 1953†     | Harry S. Truman (D)       |
| 14  | Earl Warren               |         | 5. oktober 1953–23. juni 1969        | Dwight D. Eisenhower (R)  |
| 15  | Warren Earl Burger        |         | 23. juni 1969–26. september 1986     | Richard Nixon (R)         |
| 16  | William Hubbs Rehnquist ° |         | 26. september 1986–3.september 2005† | Ronald Reagan (R)         |
| 17  | John Glover Roberts, Jr.  |         | 29.september 2005–                   | George W. Bush (R)        |